# Linha 1 do Metrô do Panamá
A Linha 1: Albrook ↔ San Isidro é a única linha em operação do Metrô do Panamá, inaugurada no dia 5 de abril de 2014. Estende-se por cerca de 15,8 km. A cor distintiva da linha é o vermelho.
Possui um total de 14 estações em operação, das quais 8 são subterrâneas e 6 são elevadas. A Estação San Miguelito possibilitará integração com a Linha 2, atualmente em construção.
A linha, operada pela Metro de Panamá S.A., transporta uma média de 280 mil passageiros por dia. Atende os distritos da Cidade do Panamá e de San Miguelito, situados na província do Panamá.

## Trechos
A Linha 1, ao longo dos anos, foi sendo ampliada a medida que novos trechos eram entregues. A tabela abaixo lista cada trecho construído, junto com sua data de inauguração, o número de estações inauguradas e o número de estações acumulado:
| Trecho                 | Inauguração          | N.º de estações entregue           | N.º de estações acumulado |
| ---------------------- | -------------------- | ---------------------------------- | ------------------------- |
| Albrook ↔ Los Andes    | 5 de abril de 2014   | 12 (mais 1 foi inaugurada em 2015) | 12 (1 após 2015)          |
| Los Andes ↔ San Isidro | 15 de agosto de 2015 | 1                                  | 14                        |

## Estações
| Nome                 | Inauguração          | Distrito         | Integração | Posição     | Latitude      | Longitude     |
| -------------------- | -------------------- | ---------------- | ---------- | ----------- | ------------- | ------------- |
| Albrook              | 5 de abril de 2014   | Cidade do Panamá | -          | Subterrânea | 08° 58' 23" N | 79° 32' 58" O |
| 5 de Mayo            | 5 de abril de 2014   | Cidade do Panamá | -          | Subterrânea | 08° 57' 45" N | 79° 32' 22" O |
| Lotería              | 5 de abril de 2014   | Cidade do Panamá | -          | Subterrânea | 08° 58' 02" N | 79° 32' 09" O |
| Santo Tomás          | 5 de abril de 2014   | Cidade do Panamá | -          | Subterrânea | 08° 58' 21" N | 79° 31' 58" O |
| Iglesia del Carmen   | 5 de abril de 2014   | Cidade do Panamá | -          | Subterrânea | 08° 58' 57" N | 79° 31' 37" O |
| Vía Argentina        | 5 de abril de 2014   | Cidade do Panamá | -          | Subterrânea | 08° 59' 20" N | 79° 31' 20" O |
| Fernández de Córdoba | 5 de abril de 2014   | Cidade do Panamá | -          | Subterrânea | 08° 59' 49" N | 79° 31' 11" O |
| El Ingenio           | 8 de maio de 2015    | Cidade do Panamá | -          | Subterrânea | 09° 00' 22" N | 79° 31' 12" O |
| 12 de Octubre        | 5 de abril de 2014   | Cidade do Panamá | -          | Elevada     | 09° 01' 00" N | 79° 31' 02" O |
| Pueblo Nuevo         | 5 de abril de 2014   | Cidade do Panamá | -          | Elevada     | 09° 01' 23" N | 79° 30' 47" O |
| San Miguelito        | 5 de abril de 2014   | San Miguelito    | -          | Elevada     | 09° 01' 45" N | 79° 30' 24" O |
| Pan de Azúcar        | 5 de abril de 2014   | San Miguelito    | -          | Elevada     | 09° 02' 23" N | 79° 30' 29" O |
| Los Andes            | 5 de abril de 2014   | San Miguelito    | -          | Elevada     | 09° 02' 56" N | 79° 30' 30" O |
| San Isidro           | 15 de agosto de 2015 | San Miguelito    | -          | Elevada     | 09° 03' 53" N | 79° 30' 50" O |